# Polioptila facilis
La perlita del río Negro (Polioptila facilis) es una especie de ave paseriforme de la familia Polioptilidae, perteneciente al numeroso género Polioptila. Es nativa del norte de América del Sur en la cuenca del río Negro; principal afluente del Amazonas.

## Distribución y hábitat
Se distribuye desde el este de Colombia (Vaupés, Guainía) y sur de Venezuela (estado de Amazonas) hasta el extremo norte de Brasil (norte del estado de Amazonas y centro oeste de Roraima).
Esta especie es considerada poco común en sus hábitats naturales: el dosel y los bordes de las selvas húmedas tropicales de regiones bajas, hasta los 200 m de altitud.

## Sistemática

### Descripción original
La especie P. facilis fue descrita por primera vez por el ornitólogo estadounidense John Todd Zimmer en 1942 bajo el nombre científico de subespecie Polioptila guianensis facilis; su localidad tipo es: «Solano, río Cassiquiare, Venezuela». El holotipo, un macho adulto colectado el 5 de mayo de 1929, se encuentra depositado en el Museo Americano de Historia Natural bajo el número  AMNH 433542.

### Etimología
El nombre genérico femenino «Polioptila» es una combinación de las palabras del griego «polios» que significa ‘gris’, y «ptilon» que significa ‘plumaje’; y el nombre de la especie «facilis» en latín significa ‘rápido, fácil’.

### Taxonomía
La presente especie y la perlita de Pará P. paraensis eran tratadas como subespecies de la perlita guayanesa Polioptila guianensis hasta el año 2017 en que fueron separadas como especies plenas con base en los estudios morfológicos y de vocalizaciones de Whitney y Álvarez (2005) —en esta misma publicación se describió la nueva especie perlita de Iquitos P. clementsi— y Whittaker et al. (2013) —en esta misma publicación se describió la nueva especie perlita del Inamabari P. attenboroughi—, corroborados por los análisis filogenéticos de Smith et al. (2018). Todas estas especies están cercanamente emparentadas, en el denominado «complejo P. guianensis». Las separaciones fueron aprobadas en la Propuesta N° 751 al Comité de Clasificación de Sudamérica (SACC), en la cual también se reconoció a P. attemboroughi. Es monotípica.